# جرج وودکاک
جرج وودکاک (۸ مه ۱۹۱۲ – ۲۸ ژانویه ۱۹۹۵) نویسنده زندگی‌نامه و تاریخ سیاسی، متفکر آنارشیست، فیلسوف، مقاله‌نویس و منتقد ادبی بود. او همچنین شاعر بود و چندین جلد سفرنامه نیز منتشر کرد. در دوران کودکی به انگلستان رفت و تا سال ۱۹۴۹ که به کانادا مراجعت کرد، در این کشور سکونت داشت. وی در دانشگاه واشینگتن به تدریس زبان انگلیسی پرداخت و در دانشگاه بریتیش کلمبیا نیز به تدریس انگلیسی و بررسی‌های آسیایی اشتغال داشت اما در سال ۱۹۶۲ از شغل خویش استعفا کرد تا یکسره به کار نوشتن بپردازد.
وی کار ادبی خود را با شعر آغاز نمود و اشعار خویش را در مجله‌های کوچک دهه ۱۹۳۰ منتشر می‌کرد. پاسیفیسم او را منطقا به آنارشیسم کشانید (نفی خشونت، مستلزم نفی اقتدار و اجبار است). دوستی وی با ماری لوئیز برنری موثرترین عامل روی آوردن او به مبارزات آنارشیستی بین سال‌های ۱۹۴۰ تا ۱۹۴۹ بود که طی آن، وی یکی از سردبیران War Commentrayو Freedom بوده، همچنین سردبیر و بنیانگذار مجله ادبی اختیارگرای Now و نیز مجله آمریکایی Dissent بشمار می‌رفت. از میان چهل کتابی که نوشته‌است، می‌توان به روح بلورین (۱۹۶۶) که مطالعه‌ای است در باب جرج اورول و زندگینامه پطر کروپوتکین، پرودون، اسکار وایلد، گاندی و هاکسلی اشاره نمود. کتاب آنارشیسم نوشته وی (۱۹۷۰) یکی از مآخذ معتبری است که در مورد ایده و جنبش‌های اختیارگرا، به زبان انگلیسی نوشته شده‌است.